# Феликсмюллер, Конрад
Конрад Феликсмюллер (нем. Conrad Felixmüller, наст. имя Conrad Felix Müller; 21 мая 1897[…], Дрезден — 24 марта 1977[…], Целендорф, Берлин или Берлин) — немецкий художник-экспрессионист, один из ярких представителей течения «Новой вещественности».

## Биография
- 1911-12 гг. — изучает рисование в художественной школе Дрездена
- 1912 г. — изучение живописи в частной школе Фердинанда Дорша, поступление в Дрезденскую академию искусств. Ученик Карла Банцера.
- 1915 г. — начинает работать как свободный художник в Дрездене, сотрудничает в журналах «Буря» (нем. Der Sturm) и «Акция» (нем. Aktion)
- 1917 г. — соиздатель художественно-литературного журнала «Люди» (нем. Menschen), публикация теоретических записок об искусстве «Постулат» и отдельного номера «Феликсмюллер» при журнале «Замечательные редкости» (нем. Die schöne Rarität). Призыв на военную службу санитаром, плен.
- 1918 г. — один из основателей «Экспрессионистского рабочего общества Дрездена».
- 1918—1922 гг. — состоит членом Коммунистической партии Германии.
- 1919 г.-один из основателей и председатель Дрезденского Нового сецессиона, член также «Ноябрьской группы», в конце года покидает Дрезденский сецессион
- 1920 г. — Большая Государственная премия в области живописи
- 1923-33 гг. — многочисленные выставки и премии
- 1934 г. — переезд в Берлин
- 1937 г. — приём Феликсмюллера в Союз берлинских художников, приз Союза на его весенней выставке, в конце года исключение из Союза
- 1937-38 гг. — конфискация и уничтожение нацистами 151 работы художника, причисленных нацистским культурным ведомством к т. н. дегенеративному искусству
- 1944 г. — берлинский дом, где жил Феликсмюллер, разрушен при бомбардировке
- 1944-64 гг. — восстанавливает жильё и рабочее ателье в заброшенном сарае в Таутенхайне близ Лейпцига
- 1945 г. — кратковременное пребывание в советском плену
- 1951 г. — профессор в университете Галле на педагогическом факультете, принимает участие в художественной выставке Государственной галереи Морицбург, Галле
- 1957 г. — выставка в Музее Искусств Дюссельдорфа
- 1964-77 гг. — проживает в Восточном Берлине, ГДР и временами в западноберлинском районе Целлендорф. В эти годы многочисленные выставки в Германии и за её пределами.
- 1973 г. — первая всеобъемлющая выставка работ Конрада Феликсмюллера в Союзе художников Берлина
- 1974 г. — Золотая медаль IV Международного биеннале по графике во Флоренции.

## Избранные полотна
- «Автопортрет» (1920)
- «Ханна и Соня» (1921, частное собрание)
- «Рабочие, возвращающиеся домой» (1921, Берлин, частное собрание)
- «Рабочий под дождём» (1922, частное собрание)
- «Смерть поэта Вальтера Рейнера» (1925, Лос-Анджелес, Музей искусств)
- «Портрет Макса Либермана» (1926)
- «Металлургический завод в Хаспе, ночью» (1927, Вупперталь, музей ван-дер-Хойдт)
- «Мальчик, продающий газеты» (1928, Альтенбург, Государственный музей Линденау)
- «Влюблённые в Дрездене» (1928, Дрезден, Картинная галерея Новый Мастер)